# 겐초
겐초(일본어: 建長)는 일본의 연호(元号) 중 하나이다.
- 전후 : 호지(宝治) 이후 - 고겐(康元) 이전.
- 시기 : 1249년 ~ 1255년
- 천황 : 고후카쿠사 천황
- 쇼군 : 가마쿠라 막부의 후지와라 노 요리쓰구, 무네타카 친왕
- 싯켄 : 호조 도키요리

## 개원(改元)
- 호지 3년 3월 18일(율리우스력 1249년 5월 2일), 개원.
- 겐초 8년 10월 5일(율리우스력 1256년 10월 24일), 고겐으로 개원된다.

## 출전
《후한서》 〈단경전〉의 “故臣奉大漢之威, 建長久之策, 欲絶其本根, 不使能殖.”

## 겐초 시기에 일어난 일
- 3년
  - 쇼쿠고센와카슈(続後撰和歌集)가 완성되다.
- 4년
  - 무네타카 친왕(宗尊親王)이 가마쿠라 막부의 제6대 쇼군에 취임하다. (황족으로선 처음으로 세이이타이쇼군에 오름)

## 서력과의 대조표
| 겐초 | 원년   | 2년    | 3년    | 4년    | 5년    | 6년    | 7년    | 8년    |
| ---- | ------ | ------ | ------ | ------ | ------ | ------ | ------ | ------ |
| 서력 | 1249년 | 1250년 | 1251년 | 1252년 | 1253년 | 1254년 | 1255년 | 1256년 |
| 간지 | 기유   | 경술   | 신해   | 임자   | 계축   | 갑인   | 을묘   | 병진   |

## 같이 보기
- 일본의 연호 일람

| 이전 호지 | 일본의 연호 1249년 ~ 1256년 | 다음 고겐 |